# La Ferté-Bernard
La Ferté-Bernard ist eine französische Stadt mit 8769 Einwohnern (Stand 1. Januar 2022) im Arrondissement Mamers im Département Sarthe in der Region Pays de la Loire. Sie liegt am Ufer des Flusses Huisne und seines Nebenflusses Même.

## Verkehr
La Ferté-Bernard hat einen Bahnhof an der Bahnstrecke Paris–Brest und wird im Regionalverkehr mit TER-Zügen bedient.

## Sehenswürdigkeiten
- Gotische Kirche Notre-Dame-des-Marais aus dem 15. Jahrhundert
- Altes Schloss (jetzt Stadthaus)

## Veranstaltungen
- Austragungsort des jährlichen französischen Roboterwettbewerbs Coupe de France de Robotique.
- Zur gleichen Zeit findet jedes Jahr das ARTEC-Festival statt.
- In den Jahren 1998–2004, 2007, 2009 und 2012 wurde auch der internationale Eurobot-Wettbewerb in La Ferté-Bernard abgehalten.

## Städtepartnerschaften
- Lauffen am Neckar, Deutschland, seit 1974
- Louth, Vereinigtes Königreich, seit 1973

## Persönlichkeiten
- Robert Garnier (1544–1590), Jurist und Theaterautor
- Anne-Antoinette Diderot (1710–1796), Ehefrau des Philosophen Denis Diderot